# Tjasha Gafner
Tjasha Gafner, née le 2 novembre 1999 à Lausanne, est une harpiste suisse.

## Biographie
Tjasha Gafner naît le 2 novembre 1999 à Lausanne, d'un père photographe et d'une mère pianiste. Elle a un frère, Oleg, fondateur du Festival des 4 saisons à Lausanne en 2014, et ancien coprésident des Jeunes verts suisses, et une sœur, Mila, altiste. Elle a une grand-mère d'origine slovène.
Elle commence à jouer du violon à l'âge de 5 ans, puis se met à la harpe vers l'âge de 7 ans après avoir entendu le son de l'instrument lors d'une répétition du Lac des cygnes au Palais de la culture et des congrès de Lucerne, à laquelle l'avait emmenée sa marraine, elle-même harpiste,.
Après avoir suivi les cours de Julie Sicre à Pully, elle devient l'élève de Mahalia Kelz à l'Académie de musique de la ville de Bâle (de) et fait son premier concert avec orchestre à l'âge de 10 ans à Interlaken,. Elle suit à partir de 2012 des études musicales à la Haute École de Musique de Lausanne et y obtient un master de soliste en harpe chez Letizia Belmondo, avant d’intégrer la Juilliard School de New York dans la classe de Nancy Allen.

## Carrière
Elle se produit en soliste depuis l’âge de 10 ans avec différents orchestres, comme l’Ensemble Orchestral de Paris, l’Ensemble des Jeunes Virtuoses de New York, le Kammerorchester de la Bayerische Philharmonie, l’Orchestre de Chambre de Lausanne, les London Mozart Players, la Georgian Sinfonietta en 2019 pour l'UNICEF et la Camerata Zurich à la Tonhalle de Zurich en 2023.
Elle joue régulièrement en récital en France, en Suisse, en Allemagne, ainsi qu’en Italie, et s’est déjà produite en Australie et à Hong Kong,.
En 2022, elle figure avec sa harpe sur l'affiche officielle de la 19e édition du festival Lavaux Classic,.

## Prix et distinctions
Lauréate de nombreux concours internationaux, elle obtient le deuxième prix au Concours international triennal de harpe Lily Laskine à l’âge de 11 ans, puis des premiers prix au Concours international de harpe Félix Godefroid en 2012, au Suoni d’Arpa à Briosco en 2014, au Concours International Martine Géliot à Fontainebleau en 2016, au Concours du Jura et au Prix Renzo Giubergia, en 2017, la Bourse Leenaards en 2021 et au Prix jeune soliste 2022 remis par Les Médias francophones publics (MFP),.

## Disques
- Helena Macherel & Tjasha Gafner, Dances for Flute and Harp, Orpheus Classical, octobre 2021[17]